# Simulium henanense
Simulium henanense es una especie de insecto del género Simulium, familia Simuliidae, orden Diptera.
Fue descrita científicamente por Wen & Chen, 2007.